# 地达诺新
地达诺新（英語：Didanosine，化学名为2',3'-双脱氧肌苷，简称为ddI或DDI）是反轉錄酶抑制劑，能有效的對抗HIV病毒，常跟其他的抗反轉錄病毒藥物一起使用，用于高效抗反轉錄病毒治療（抗反轉錄病毒藥物，HAART）

## 作用機轉
地达诺新是鳥苷的核酸類似物（nucleoside analogue）。它跟其它的核酸類似物有所不同，因為它不是接一般常見的鹼基，接於醣上的是次黃嘌呤。在細胞中，去羟肌苷會被細胞酵素磷酸化轉成它的活性代謝物雙脫氧腺苷三磷酸（dideoxyadenosine triphosphate，ddATP）。跟其它的抗HIV核酸類似物的機轉一樣，它會跟去氧腺苷三磷酸競爭，而中斷反轉錄酶的作用且會併入到病毒的DNA而使DNA鏈斷裂。

## 副作用
常見的副作用有腹瀉、噁心嘔吐、腹痛、發燒、頭痛跟紅疹。地达诺新的試驗中，有21～26%的試驗者發生周邊神經炎。
胰臟炎雖然不常見，但卻會造成突然的死亡。